# Zdenek Zaoral
Zdenek Zaoral (17. srpna 1945 Praha – 12. listopadu 1996 Praha) byl český scenárista a režisér, filmový pedagog, teoretik a publicista. Jako svůj režijní celovečerní debut natočil pozoruhodný snímek z drogového prostředí Pavučina (1986), podílel se jako pomocný režisér i na známé komedii Léto s kovbojem (1976). Jeho manželkou byla filmová teoretička Eva Zaoralová.

## Život
Narodil se 17. srpna 1945 v Praze. Absolvoval nejprve střední průmyslovou elektrotechnickou školu, v srpnu 1971 dokončil studium filmové a televizní režie na FAMU a poté pokračoval ještě dvouletým dálkovým studiem kamery. V průběhu studií natočil několik krátkých filmů, většinou z hudební oblasti. Za svůj studentský snímek Smuteční holka (1967) získal druhou cenu na Mezinárodním festivalu úzkého filmu v Salernu, dalším počinem bylo např. Umění milovati De arte amatoria (1968). Během prvních let studia, roku 1967, vstoupil do komunistické strany, o rok později však členství ukončil, což později mohlo mít negativní vliv na jeho uměleckou kariéru.
Ještě před ukončením studia, od roku 1970, byl zaměstnán ve Filmovém studiu Barrandov, kde během následujících osmi let vystřídal různé funkce od asistenta režie přes scenáristu po pomocného režiséra. Napsal zde scénáře k filmům Aféry mé ženy (1972) a Zlá noc (1973), pomocnou režií přispěl ke snímkům Za volantem nepřítel (1974), Šestapadesát neomluvených hodin (1976), Léto s kovbojem (1976) a Proč nevěřit na zázraky (1977), spolupracoval i na filmu Tři od moře (1978).
Po roce 1979 působil na volné noze, věnoval se filmové teorii a kritice. Psal recenze a další texty do Tvorby, Scény, Záběru či Svobodného slova a obsáhlé teoretické statě publikoval v časopise Film a doba, kde působila také jeho manželka Eva Zaoralová (byli sezdáni roku 1975). Jako externista vyučoval na FAMU (1979–1982), spolupracoval i s Československým filmovým ústavem a Ústavem teorie a dějin umění Československé akademie věd.
Později debutoval celovečerním autorským filmem Pavučina (1986), který zpracovával tehdy tabuizované téma drogových závislostí a získal i několik ocenění. Mimo jiné za něj Zaoral získal v roce 1986 ocenění Bílá vrána časopisu Mladý svět. Po Pavučině režíroval ještě film z divadelního prostředí Poutníci (1988).
Věnoval se také fotografování, měl několik samostatných výstav. Mezi jeho záliby patřilo také železniční modelářství. V 80. a 90. letech vydal několik knižních publikací, tematicky zahrnujících i tyto oblasti jeho zájmu: Fotograf (1986), Automatizace modelové železnice (1988), biografii Frederico Fellini (1989) a naučnou příručku Fotografujeme (1993).
Po roce 1990 se krátce angažoval v politice a věnoval se i podnikání. Byl také členem Filmového a televizního svazu. Zemřel ve věku 51 let 12. listopadu 1996 v Praze.